# نايجل ر. فرانكس
نايجل ر. فرانكس (بالإنجليزية: Nigel R. Franks)‏ هو عالم سلوك الحيوان بريطاني، ولد في 21 أغسطس 1956.